# Nowa Słupia (gemeente)
De gemeente Nowa Słupia is een landgemeente in het Poolse woiwodschap Święty Krzyż, in powiat Kielecki.
De zetel van de gemeente is in Nowa Słupia.
Op 30 juni 2004 telde de gemeente 9735 inwoners.

## Oppervlakte gegevens
In 2002 bedroeg de totale oppervlakte van gemeente Nowa Słupia 85,94 km², waarvan:
- agrarisch gebied: 65%
- bossen: 28%

De gemeente beslaat 3,82% van de totale oppervlakte van de powiat.

## Demografie
Stand op 30 juni 2004:
| Omschrijving                   | Totaal | Totaal | Vrouwen | Vrouwen | Mannen | Mannen |
| ------------------------------ | ------ | ------ | ------- | ------- | ------ | ------ |
| eenheid                        | aantal | %      | aantal  | %       | aantal | %      |
| inwoners                       | 9735   | 100    | 4919    | 50,5    | 4816   | 49,5   |
| bevolkingsdichtheid (inw./km²) | 113,3  | 113,3  | 57,2    | 57,2    | 56     | 56     |

In 2002 bedroeg het gemiddelde inkomen per inwoner 1348,56 zł.

## Aangrenzende gemeenten
Bieliny, Bodzentyn, Łagów, Pawłów, Waśniów
- Virtual International Authority File: 303495959